# Tony Vairelles
Tony-Mickaël Patrice Yves Vairelles (* 10. April 1973 in Nancy) ist ein ehemaliger französischer Fußball-Nationalspieler.

## Karriere

### Im Verein
In der Saison 2008/09 stand der Stürmer beim luxemburgischen Erstligisten F91 Düdelingen unter Vertrag. Nach nur einem Jahr wurde sein Vertrag nicht mehr verlängert und er wechselte zum damaligen französischen Drittligisten FC Gueugnon. Dort übernahm er um den Jahreswechsel 2009/10 die Aktienmehrheit und war bis zum Vereinskonkurs dessen Sportdirektor; sein Vater Guy Vairelles wurde neuer Vereinspräsident.

### Nationalmannschaft
Vairelles spielte zwischen 1998 und 2000 acht Mal für die französische Nationalmannschaft und erzielte am 13. November 1999 im Länderspiel gegen Kroatien ein Tor.

## Erfolge
- Französischer Meister 1998 mit dem RC Lens
- Gewinner der Coupe de la Ligue 1999 mit dem RC Lens
- Luxemburgischer Meister 2009 mit dem F91 Düdelingen
- Luxemburgischer Pokalsieger 2009 mit dem F91 Düdelingen

## Verwicklung in eine Schießerei 2011
Am 25. Oktober 2011 wurden Tony Vairelles und seine drei Brüder nach einer Schießerei vor einer Diskothek in Essey-lès-Nancy in Untersuchungshaft genommen. Am 27. März 2012 wurde Tony Vairelles als vorletzter seiner Brüder aus der Untersuchungshaft entlassen; es lief aber ein Ermittlungsverfahren wegen Mordversuchs gegen ihn.
Am 16. Mai 2022 wurde Vairelles in erster Instanz von einem Gericht in Nancy zu fünf Jahren Haft verurteilt, davon zwei auf Bewährung. In demselben Prozess wurden auch seine drei Brüder zu Freiheitsstrafen zwischen drei und fünf Jahren verurteilt. Sie wurden schuldig befunden, 2011 auf die drei Wachleute der Diskothek geschossen und sie verletzt zu haben. Die Anklage lautete auf gemeinschaftlich begangene Gewalttaten mit Vorsatz und unter Verwendung von Schusswaffen, ein Straftatbestand, für den in Frankreich eine Höchststrafe von 10 Jahren Gefängnis und 150.000 Euro Geldstrafe vorgesehen ist. Auch die Wachleute wurden wegen Gewalttaten verurteilt, und zwar zu drei bzw. vier Monaten auf Bewährung. Die Brüder Vairelles und ihre Anwälte legten Berufung ein. Sie hatten vergeblich die Nichtigkeit des Verfahrens wegen der übermäßig langen Dauer der Ermittlungen beantragt. Das Berufungsgericht in Nancy reduzierte im Juli 2023 die Strafe gegen Vairelles auf 18 Monate Haft ohne Bewährung; ein von Vairelles eingereichter Revisionsantrag wurde am 3. September 2024 vom Kassationshof abgelehnt, womit das Urteil rechtskräftig wurde. Eine Rückkehr ins Gefängnis, wo Vairelles während der Ermittlungen fünf Monate in Untersuchungshaft verbracht hatte, galt als unwahrscheinlich, da die Vollzugsregeln alternative Maßnahmen gestatteten.